# Krasnobród

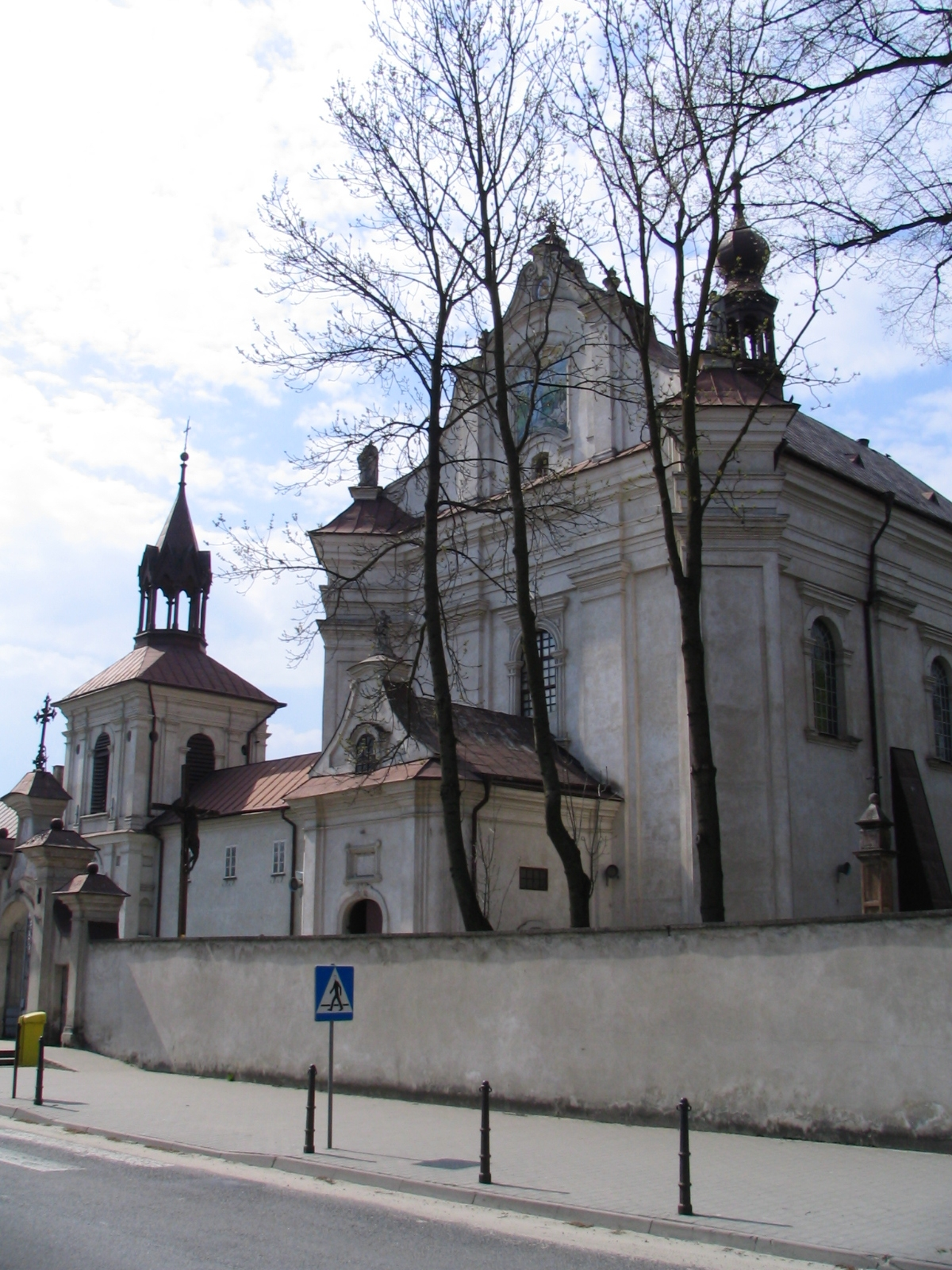

Krasnobród este un oraș în Polonia.